# Sydney Morton
Sydney Morton (nacida en 1985) es una actriz, cantante y bailarina de teatro y televisión estadounidense.

## Primeros años y educación
Según Morton, su abuelo materno apareció en Broadway en 1933 en Run, Little Chillun, una revista de negros, y su abuelo paterno bailó profesionalmente durante el Renacimiento de Harlem. Ninguno de sus padres está en la industria del entretenimiento; Morton le dijo a un entrevistador que "se saltó una generación".
Morton comenzó a bailar a los 4 años. Se graduó de Sycamore High School en Cincinnati en 2004. Mientras estaba en la escuela, bailó para el Conservatorio Universitario de Música, el Ballet de Cincinnati y la Orquesta Pops de Cincinnati. Asistió a la Universidad de Míchigan y se graduó en 2008 con una licenciatura en teatro musical. Estudió en la Real Academia de Arte Dramático y en la Upright Citizens Brigade.

## Carrera

### Televisión
Morton interpretó a un personaje recurrente en She's Gotta Have It de Spike Lee. Apareció junto a Octavia Spencer en la miniserie de Netflix Madam C. J. Walker: Una mujer hecha a sí misma. Tuvo un papel recurrente en Manifest de NBC. En 2021 fue elegida como Meghan Markle, junto a Jordan Dean, en los papeles principales en Harry & Meghan: Escaping The Palace de Lifetime, que comenzó la producción en mayo de 2021 y apareció en el otoño de 2021.

### Teatro
Fue miembro del elenco original de Broadway de Memphis, trabajando como swing para cubrir ocho pistas o roles, incluidos los de artistas blancos y negros. También fue miembro del elenco original de Broadway de <i id="mwUw">Motown</i>, la reposición de Evita en 2012. Interpretó a Alex en la gira estadounidense de Flashdance. Anteriormente apareció junto a Dean en el elenco original de Broadway de <i id="mwXw">American Psycho</i>. Interpretó el papel principal en An Octoroon en la producción del Berkeley Repertory del 2017. En febrero y marzo de 2020 apareció junto a Billy Harrigan Tighe en la prueba previa a Broadway de The Secret of My Success en el Paramount Theatre; la producción fue interrumpida por la pandemia de coronavirus.

### Películas
Morton participó en la comedia dramática de 2023 A Good Person.

## Vida personal
Al año 2021, Morton vivía en Manhattan con su esposo, el también actor Preston Boyd.